# たちばな真未
たちばな 真未（たちばな まみ）は、日本の漫画家。北海道出身。

## 概要
1991年にデビュー。少女漫画誌やゲーム雑誌での連載を経て、1994年からは小学館の学年別学習雑誌で連載を持つ一方、アンソロジーでの活躍もしていた。代表作は『とっても!ぷよぷよ』。
2000年以降はのぞみえるつきよプロデュースで作品を発表。2009年3月まで、『ぷっちぐみ』（小学館）にて『きらりん☆レボリューション』を連載していた。また、自サイトで『ちょっとだけ★マーメイド』の新作を連載中である。
「立場生身」（読み方は同じ「たちばなまみ」）名義で同人誌を出版したこともある。

## 作品リスト

### 連載
- 愛天使伝説ウェディングピーチ（原作：富田祐弘・谷沢直、1994年度 - 1995年度、小学四年生）[2]
- とっても!ぷよぷよ（原作：セガエンタープライズ[3]）
  - とっても!ぷよぷよ（1995年度 - 1999年度、小学三年生）
  - とっても!ぷよぷよ（1996年度 - 1998年度、小学四年生）
  - とっても!ぷよぷよ（1997年度 - 1998年度、小学二年生）
  - ぷよぷよパラダイス アルルちゃん（1995年度 - 1998年度、小学一年生）
  - ぷよぷよクイズ（1996年度 - 1997年度、入学準備学習幼稚園）
  - ぷよぷよ少女アルルちゃん（1996年度 - 1998年度、幼稚園）
- ふしぎのチョコボ（原作：スクウェア[4]）
  - ふしぎのチョコボ（1998年度 - 1999年度、入学準備学習幼稚園）
  - ふしぎのチョコボ（1998年度 - 1999年度、小学一年生）
  - ふしぎのチョコボ（1998年度 - 1999年度、小学二年生）
  - ふしぎのチョコボ（1998年度 - 1999年度、小学三年生）
- きんぎょひめ物語（1998年度、小学四年生、10月号 - 3月号）
- まじかる・マーメイド（1999年度、小学四年生、4月号 - 3月号）
- きらりん☆レボリューション（原作：中原杏、ぷっちぐみvol.4 - 2009年4月号、『きらりん☆レボリューションファンブック』）
- リルぷりっ（原作：陣名まい、2010年度、小学一年生）
- プリティーリズム・オーロラドリーム（原作：タカラトミー・シンソフィア、ぷっちぐみ2011年5月号 - 2012年4月号）
- プリティーリズム・ディアマイフューチャー（原作：タカラトミー・シンソフィア、ぷっちぐみ2012年5月号 - 2013年4月号）

以下はのぞみえるつきよプロデュース作品。
- ふしぎ占い少女 ちょっとだけ★マーメイド
  - スペクトラム編（2000年度、小学三年生）
  - ミラージュタロット編（2001年度、小学三年生）
  - ロスト・トレジャー編（2002年度、小学三年生）
  - 白いタロット編（2002年度、小学四年生）
- ドール=ガール
  - ドール=ガール（2000年度、小学四年生、8,9月号、12,1月号）
  - ドール=ガール（2001年度、小学四年生）
  - ドール=ガール（2003年、りぼん秋のびっくり大増刊号、読みきり）
- 封鏡伝奇 タオの虎（2003年度、小学三年生、4月号 - 3月号）
- スペクトラム・フォース（2003年度、小学四年生、4月号 - 3月号）

### 読みきり
- ハッピーエンドにさせないで（1991年ひとみDX5/25号）
- その日まで待って（1991年ひとみCCミステリー8/30号）
- ネコかぶりはだあれ?（1991年ひとみ9月号）
- ラストステージ（1991年ひとみCCミステリー10/30号）
- 不思議の森のコレクター（1991年ひとみCCミステリー12/30号）
- シークレット49（1991年ひとみ2月号）
- 朱の迷宮（1991年ひとみCCミステリー2/28号）
- 闇に咲く花（1991年ひとみCCミステリー5/25号）
- 窓の外の少女（1991年怪奇現象大百科）
- 白い影（1992年ひとみCCミステリー5/25号）
- おばあちゃんがヒロイン!!（1993年ちゃおDX春休み号）
- ホロスコープ・ウォーズ（1993年ちゃおDX秋号）
- 氷のエトランゼ（1994年ちゃおDX冬休み号）
- 月夜のミラクル（1994年ちゃおDX春休み号）
- いつわりの救世主（1994年ちゃおDX夏休み号）
- ロザリオの奇跡（1994年ちゃおDX8月号）
- 草葉のかげから愛をこめて（1995年ちゃおDX春休み号）

ファイトDE初恋(1991年 魔女っこおまじない百科  MyBirthday編集部 著 全図書誌番号92019735）